# Prix littéraire du Cotentin
Le prix littéraire du Cotentin est décerné tous les ans à un livre écrit par un écrivain originaire du Cotentin ou dont l'action a lieu dans cette région ou dont le thème la célèbre.
Il est créé en 1965 par Pierre Godefroy, député-maire de Valognes, et quelques érudits de la Manche : Fernand Lechanteur, proviseur du lycée Malherbe de Caen, Albert Postel, cultivateur, Jean Barbaroux, directeur du Courrier de la Manche, Côtis-Capel, prêtre et poète, Jean Mabire, journaliste, André Dupont et l'abbé Marcel Lelégard, conservateur des antiquités et objets d'arts de la Manche. 
Le jury est actuellement présidé par Jean Levallois, journaliste.

## Lauréats
- 1964 : Côtis-Capel pour À Gravage
- 1965 : Jean Follain pour son œuvre poétique
- 1966 : Charles de la Morandière pour Histoire de Granville
- 1967 : Frank Le Maistre pour le Dictionnaire jersiais-français
- 1968 : Hermann Quéru
- 1969 : Jean Adigard des Gautries
- 1970 : André Dupont pour L'Épopée cotentine
- 1971 : André Louis pour Zabeth
- 1972 : Louis Costel pour Le Dernier sorcier du Mont-Étenclin
- 1973 : Nicole Bressy pour Sauvagine
- 1974 : George F. Le Feuvre pour Jèrri jadis
- 1975 : Lucien Lepoittevin pour Jean-François Millet
- 1976 : Joseph Toussaint
- 1977 : René Lepelley pour Le Parler du Val de Saire
- 1978 : Jean Le Jeune pour Guillaume Fouace
- 1979 : Jean Fournée
- 1980 : Roger-Jean Lebarbenchon
- 1981 : Madeleine Foisil pour Le Sire de Gouberville
- 1982 : Albert Pipet pour La Trouée de Normandie
- 1983 : Lucien Musset pour l'ensemble de ses ouvrages historiques sur la Normandie
- 1984 : Hippolyte Gancel pour Le Parler du Saint-Lois et Pilleurs et fleurs
- 1985 : Jean-Jacques Bertaux pour Gens du Cotentin
- 1986 : Yves Nédélec pour ses contributions archivistiques
- 1987 : Jean de La Varende, à titre posthume
- 1988 : université populaire du Nord-Cotentin
- 1989 : Andrée Hirschi pour ses recherches aurevilliennes
- 1990 : Jean Lemelletier pour De la Manche vers l'Angleterre
- 1991 : Edmond Thin
- 1992 : Roger Lepelley pour Chroniques de la Hougue
- 1993 : Le Don Balleine (Jersey) pour les Chroniques du Don Balleine et Nouvelles chroniques du Don Balleine[1]
- 1994 : Jean Quellien
- 1995 : Michel Besnier pour Cherbourg et Le Bateau de mariage
- 1996 : Maurice Lecœur
- 1997 : abbé Jean Canu pour ses travaux sur l'histoire du Cotentin
- 1998 : Guy Deschamps pour sa contribution à la connaissance de l'œuvre de Gilles de Gouberville
- 1999 : Bernard Jacqueline
- 2000 : Jean-Louis Benoît pour l'ensemble de ses travaux sur Alexis de Tocqueville
- 2001 : Patrick Avrane pour Barbey d'Aurevilly, solitaire et singulier
- 2002 : Jacques Rouil pour Donadieu
- 2003 : Céline Guénolé pour Pierre le Conte, peintre et imagier de la Marine
- 2004 : Michel Pinel, pour La Guerre des Haies, été 1944
- 2005 : Didier Decoin pour Avec vue sur la mer
- 2006 : Alexis Salatko pour son livre Horowitz et mon père et Rémi Mauger pour son film Paul dans sa vie
- 2007 : Guillaume de Monfreid pour Normandie extrême
- 2008 : Dominique Bussiller pour Barbey d'Aurevilly, une nature ardente
- 2009 : Yves Pouliquen pour Félix Vicq-d'Azyr, les lumières de la Révolution
- 2010 : Roger Jouet pour Écrivains de et en Normandie
- 2011 : Françoise Hamel pour Magnéto
- 2012 : Éric Marie pour son Dictionnaire normand-français, d'après un inventaire des usages en Cotentin
- 2013 : François David pour son œuvre poétique
- 2014 : Robert Lerouvillois pour Immuables rochers et Un écolier du Cotentin dans la Seconde Guerre mondiale
- 2015 : Christine Kerdellant  pour Alexis ou la vie aventureuse du comte de Tocqueville
- 2016 : Michel Giard pour Un sou de bonheur
- 2017 : Dominique Gros pour J'attends l'aube aux yeux gris
- 2018 : Jean-Pierre Le Goff pour La France d'hier : récit d’un monde adolescent des années 1950 à mai 68
- 2019 : Charles Daubas pour Cherbourg
- 2020 : Julie Wolkenstein pour Et toujours en été
- 2021 : Annick Perrot pour Saint-Vaast-la-Hougue et ses gens de mer
- 2022 : Gérard de Cortanze pour Le roi qui voulait voir la mer
- 2023 : Hugo Boris pour Débarquer
- 2024 : Vincent Delecroix pour Naufrage

## Sources
- Wikimanche, site internet, consulté le 3 juillet 2023
- Matthieu Toussaint, « Le Prix littéraire du Cotentin à 40 ans », La Manche libre, 12-16 octobre 2005